# Rensjön
Rensjön ist eine Ansammlung von Häusern in der nordschwedischen Provinz Norrbottens län und der historischen Provinz Lappland.
Der Ort in der Gemeinde Kiruna liegt etwa 32 Kilometer nordwestlich von Kiruna und 100 Kilometer östlich der Grenze zu Norwegen. Die Ansiedlung liegt unmittelbar an der Erzbahn und der Europastraße 10. Narvik, der Endpunkt der Erzbahn, befindet sich 154 Kilometer weiter westlich. 

Rensjön ist um das Jahr 1900 gleichzeitig mit dem Bau der Erzbahn entstanden und diente zunächst als Arbeitersiedlung, später als Versorgungsstation an der Bahnlinie. 

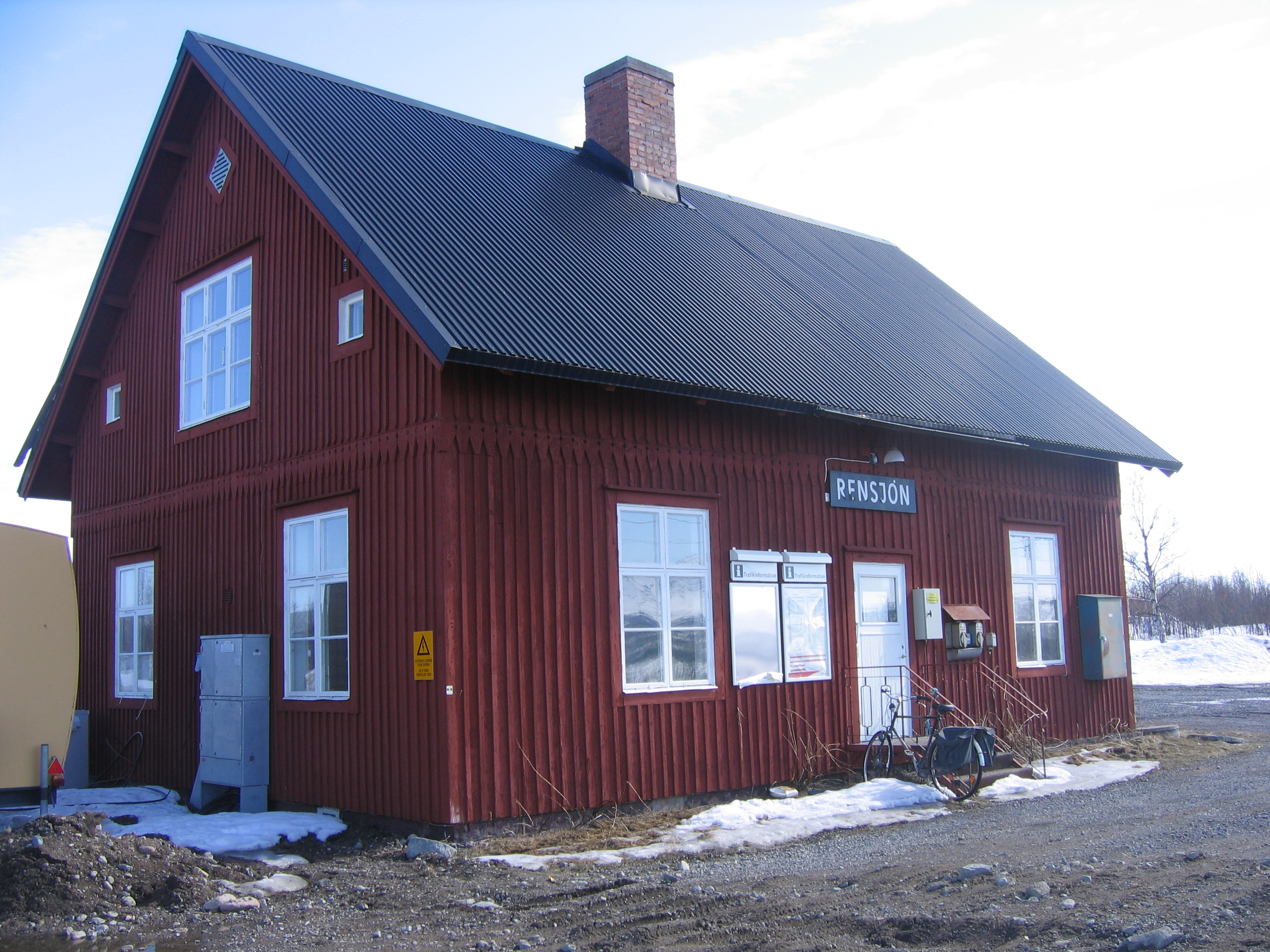
Bahnstation Rensjön